# Ємність катіонного обміну ґрунтів
Ємність катіонного обміну ґрунтів (ЄКО ґрунтів) — це сумарна кількість позитивних зарядів обмінних катіонів, що нейтралізують негативний заряд ґрунтово-вбирного комплексу.
Ємність катіонного обміну в ґрунтах залежить від гранулометричного, хімічного складу, вмісту та якості гумусу, кислотно-основних умов. Тому ємність поглинання в різних типах ґрунтів неоднакова. Найбільша ЄКО характерна для чорноземів типових високогумусованих, де в складі обмінних катіонів переважають іони кальцію та магнію, що складає 50 ммоль(+) на 100 г ґрунту і вище. Для дерново-підзолистих, сірих лісових ґрунтів, жовтоземів, червоноземів з кислою реакцією середовища ємність катіонного обміну низька і рівна 4,0 — 40,0 ммоль(+) на 100 г ґрунту.

## Види ємності катіонного обміну в ґрунтах
1. Ємність катіонного обміну (стандартна) — це ємність, визначена за фіксованого значення рН, який не завжди збігається з реальним значенням рН ґрунту.
2. Ємність катіонного обміну (ефективна, реальна) — це ємність, визначена за кислотно-основних умов ґрунту.[1]

## Способи визначення
1. Стандартна ємність катіонного обміну в ґрунтах визначається забуферним розчином, наприклад барій хлоридом та барій ацетатом з рН = 6,5.
2. Ефективна ємність катіонного обміну в ґрунтах визначається 0,1 М розчином барій хлоридом.[1]
3. Ємність катіонного обміну за точки нульового заряду (ТНЗ) визначають розчинами солей, наприклад барій хлоридом з рН=7,0[3]